# Digong
Digong est un village de la commune de Nganha située dans la Région de l'Adamaoua et le département de la Vina au Cameroun.

## Population
Lors du recensement de 2005, on a dénombré 155 habitants à Digong dont 74 de sexe masculin et 81 de sexe féminin, tandis que les diagnostics du Plan communal de développement (PCD) de la commune de Nganha, réalisé en 2013, ont permis de recenser 295 personnes, dont 139 de sexe masculin et 156 de sexe féminin.

## Climat
Nganha bénéficie d'un climat tropical avec une température moyenne de 23,62 °C. Le mois de mars est le plus chaud de l'année avec une température moyenne de 24,6 °C tandis que janvier est le mois le plus froid avec une température moyenne de 21,5 °C. Cependant, cette température peut diminuer jusqu'à atteindre 12,8 °C en décembre, comme elle peut s'élever à 31,5 °C en février.
Concernant les précipitations, on note une variation de 291 mm tout au long de l'année entre 221 mm en août et 0 mm en décembre.

## Projets sociaux et économiques
Le Plan communal de développement de 2013 a mis en place plusieurs projets pour améliorer les conditions de vie des habitants. Ces projets visent le développement au niveau de l'infrastructure, l'agriculture, l'industrie animale, l'éducation, la santé publique et d'autres secteurs. Ces projets impliquaient tous les villages de la commune de Nganha, et notamment Digong.

### Projets sociaux
Il y avait 5 projets prioritaires dont le coût estimatif total de 36 300 000 Francs CFA. On a programmé la construction d'un bloc de deux salles de classe et son équipement en tables-bancs, la sensibilisation des populations sur les mariages légalisés et la construction d'un forage équipé. On a aussi pensé à aménager une aire de jeu et élaborer un plan d'occupation des sols.

### Projets économiques
Sur le plan économique, on a planifié la construction d'un hangar de marché et d'un magasin de stockage municipal ainsi que l'étude de faisabilité pour électrification rurale. Ces projets devraient coûter dans les 46 500 000 Francs CFA.